# Хосе Хоакін Камачо
Хусто Хосе Хоакін Камачо-і-Родрігес де Лаго (ісп. Justo José Joaquín Camacho y Rodríguez de Lago; 17 липня 1766 — 31 серпня 1816) — південноамериканський політик, член урядового Тріумвірату Сполучених Провінцій Нової Гранади.

## Біографія
Народився 1766 року в місті Тунха. Вивчав право в коледжі Нуестра-Сеньйора-дель-Розаріо в Санта-Фе-де-Боготі, після закінчення якого 1792 року став адвокатом Королівської авдієнсії. 13 липня 1793 року Хоакін Камачо одружився з Марселіною Родрігес де Лаго-і-Кастільйо, від того шлюбу народились троє дітей.
Окрім адвокатської практики, Камачо писав статті для «Seminario del Nuevo Reino de Granada». 19-20 липня 1810 року він став одним з організаторів революційних заворушень й одним з підписантів декларації, що проголосила незалежність Санта-Фе-де-Боготи від віцекоролівства Нова Гранада. До лютого 1811 року вони разом з Франсіско Хосе де Кальдасом видавали газету «Diario Político».
У подальшому Хоакін Камачо як депутат від провінції Тунха був членом Конгресу Сполучених Провінцій Нової Гранади. Після перемог над роялістами в жовтні 1814 року в новоутвореній державі було створено виконавчу владу — Тріумвірат. Через відсутність обраних до складу Тріумвірату осіб Хоакіна Камачо було обрано одним з тих, хто тимчасово виконував обов'язки члена Тріумвірату.
1816 року до Сполучених Провінцій Нової Гранади вдерлись іспанські війська. 31 серпня 1816 року сліпого та хворого Хоакіна Камачо, який до того часу вже не міг самостійно пересуватись, було страчено.